# 334
El 334 (CCCIV) fou un any comú començat en dimarts del calendari julià.

## Esdeveniments
- 17 de juny, Imperi Romà: Constantí I el Gran promulga una llei per protegir les vídues i els orfes.
- Imperi Romà: L'emperador Constantí I el Gran sotmet els sàrmates.